# 夜想曲第19番 (ショパン)
夜想曲第19番 ホ短調 作品72-1 は、フレデリック・ショパンが17歳の1827年に作曲された作品。生前は明らかにされず、死後1855年に友人ユリアン・フォンタナにより葬送行進曲、3つのエコセーズと共に作品72として出版された。その結果、遺作の作品番号が付けられている。
自筆譜は現存しておらず、フォンタナにより手を加えられた可能性も否定できない（ヤン・エキエルはナショナル・エディションにおいてこの考えに基づき校訂している）。

## 曲の構成

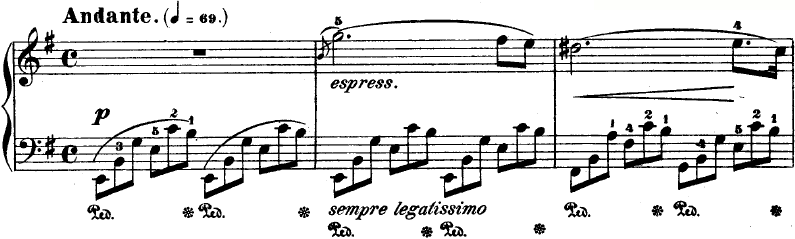
曲の冒頭

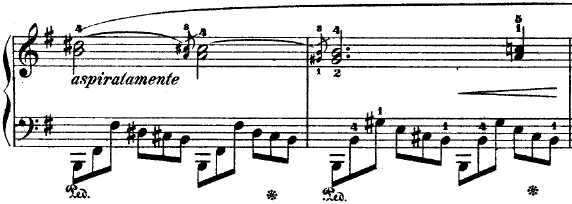
第2部

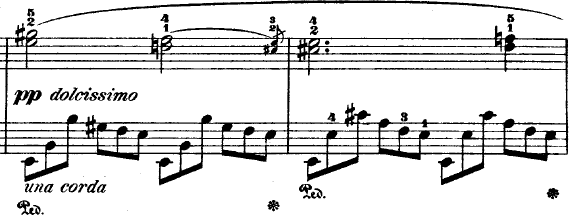
曲の後半での第2部の再現

ホ短調、アンダンテ、4分の4拍子、三部形式。
低音の広い音域による3連符の伴奏に乗って右手が単純な旋律を歌う。急に属調平行調のロ長調に変化したり、コーダで同主長調に変化するなど、17歳の野心作である。

冒頭は1小節のみの序奏を経て、2小節目から主要主題が奏される。簡素だが哀愁を帯びた旋律である。14小節目からは経過部的な様相を呈し、最初はハ長調となってかすかに明るさを帯びるが、その後、ニ短調、ホ短調と1小節単位で転調し、18小節目後半にホ短調主和音のドッペルドミナント、更に次の19小節目にホ短調のドミナントモーション（V7→Im）がフォルテで奏され、前半部のクライマックスとなる。これで聴く者にホ短調への帰結を一旦感じさせるが、続く20～22小節目で急にロ長調へ転調し、主要主題とのコントラストを効果的に出している。
23小節目より第2部として副主題がロ長調で提示される。一見簡素な旋律だが3度重音や半音階進行が用いられ、和声では準固有和音（25小節目はIVm）を使用したり、左手伴奏音型が工夫されているなど、ショパンらしさが多く出ている。31小節目から主調のホ短調に戻り主要主題が奏されるが、旋律部分は装飾音や6連符などが用いられ変奏される。43小節目からは幾分経過的な旋律がホ短調で奏され、後半部のクライマックスを迎えたのち、45～46小節目において主調の同主長調であるホ長調に転調する。
47小節目から第2部で提示された副主題が、提示部とほぼ同じ形で今度はホ長調で再現され、そのままホ長調で静かに曲を閉じる。
なお、短調の曲が最終的にコーダで同主長調となってそのまま曲を閉じるパターンは、ピアノ協奏曲第2番の第3楽章やエチュード 作品25-12、ピアノソナタ第3番の第4楽章、チェロソナタの第4楽章など、彼の初期から晩年までの作品でしばしば見られるものである。